# Administración Federal de Vivienda
La Administración Federal de Vivienda (FHA por sus siglas en inglés) es una entidad gubernamental de los Estados Unidos creada en 1934 en el marco del New Deal de la administración de Franklin Delano Roosevelt, mediante la National Housing Act (literalmente Ley Nacional de Vivienda), y encargada de garantizar préstamos realizados por bancos y entidades de créditos para la compra o construcción de inmuebles destinados a vivienda. La finalidad de esta organización era mejorar a largo plazo las condiciones de vivienda en los Estados Unidos y proporcionar un sistema adecuado para la financiación de casas garantizando hipotecas y estabilizando así el mercado inmobiliario.
Como resultado de la Gran Depresión en los EE. UU., el sistema bancario sufrió numerosas quiebras y se redujo dramáticamente el número de préstamos para la compra de casas, que era uno de los principales negocios de los bancos y en donde los ahorristas de clase media y clase obrera habían invertido gran cantidad de dinero.  
En esos años las hipotecas para comprar casas en los Estados Unidos eran mayormente por tres a cinco años, y la falta de liquidez forzó a las entidades financieras a cobrar grandes sumas de hipotecas para evitar la quiebra, sin dar refinanciamientos debido a la dificultad de la situación económica. A su vez, la mayoría de los deudores eran víctimas del desempleo y no podían pagar sus hipotecas, lo cual forzó que los embargos y desalojos aumentaran enormemente, causando un agravamiento de la pobreza en la sociedad estadounidense y un desplome del mercado inmobiliario, en tanto la depresión económica y la incertidumbre hacía que muy pocas personas en los EE. UU. pudieran arriesgarse a adquirir un inmueble, inclusive mediante hipoteca, pese a la enorme oferta de inmuebles.
Cuando en 1934 el Congreso estadounidense aprobó la National Housing Act, el gobierno federal asumió el control de la tasa de interés para préstamos hipotecarios y los términos de las hipotecas, creándose la FHA para implementar nuevas políticas de préstamos que pérmitieran a las masas retornar al sistema crediticio y retomar hipotecas. Eventualmente la FHA se dedicó también a calcular valores de inmuebles. 
Durante la Segunda Guerra Mundial, el FHA financió proyectos de vivienda, y esa tarea continuó en años posteriores hasta que en 1965 la entidad fue reorganizada para asegurar el financiamiento de hipotecas y otorgar garantías, así como para financiar proyectos de vivienda multimafamiliar para ciudadanos de bajos ingresos, sobreviviendo hasta la actualidad pese a la Crisis de las hipotecas subprime del año 2008.